# Municipio de Elba (condado de Lapeer)
El municipio de Elba (en inglés: Elba Township) es un municipio ubicado en el condado de Lapeer en el estado estadounidense de Míchigan. En el año 2010 tenía una población de 5250 habitantes y una densidad poblacional de 60,04 personas por km².

## Geografía
El municipio de Elba se encuentra ubicado en las coordenadas 43°0′57″N 83°23′35″O / 43.01583, -83.39306. Según la Oficina del Censo de los Estados Unidos, el municipio tiene una superficie total de 87.44 km², de la cual 81,87 km² corresponden a tierra firme y (6,37 %) 5,57 km² es agua.

## Demografía
Según el censo de 2010, había 5250 personas residiendo en el municipio de Elba. La densidad de población era de 60,04 hab./km². De los 5250 habitantes, el municipio de Elba estaba compuesto por el 97,14 % blancos, el 0,44 % eran afroamericanos, el 0,65 % eran amerindios, el 0,3 % eran asiáticos, el 0,23 % eran de otras razas y el 1,24 % eran de una mezcla de razas. Del total de la población el 1,96 % eran hispanos o latinos de cualquier raza.